# Parafia wojskowa Najświętszej Maryi Panny Królowej Pokoju w Bydgoszczy
Parafia wojskowa pw. Matki Bożej Królowej Pokoju w Bydgoszczy – rzymskokatolicka parafia wojskowa w Bydgoszczy, erygowana w 1926 r. Należy do dekanatu Inspektoratu Wsparcia Sił Zbrojnych Ordynariatu Polowego Wojska Polskiego, którego dziekanem jest każdy proboszcz tej parafii. Do 2012 roku należała do Pomorskiego Dekanatu Wojskowego.

## Historia
Parafia została erygowana 2 kwietnia 1926 r. przez Biskupa Polowego Wojska Polskiego Stanisława Galla. Kościół garnizonowy (pobernardyński) w Bydgoszczy przemianowano wówczas na parafialny pw. św. Jerzego. Do parafii zaliczono powiaty: bydgoski grodzki, bydgoski ziemski, chodzieski, szubiński, wyrzyski i żniński. Pierwszym proboszczem został ks. Zygmunt Wiszniewski, pełniący od 1924 r. funkcję kierownika rejonu duszpasterstwa i kapelana garnizonu bydgoskiego.